# Kivikko
Kivikko (suédois : Stensböle) est une section du quartier de Mellunkylä à Helsinki en Finlande. 

## Description
Kivikko a une superficie de 2,84 km2.
La zone résidentielle de Kivikko mesure 2,5 kilomètres de long et 300 mètres de large. Kivikko a été construit comme une extension de Kontula et de Kurkimäki à partir de 1992. 
Les parties sud et est de Kivikko sont principalement construites d'immeubles résidentiels, tandis que plus au nord, il y a des maisons en rangée et des maisons individuelles.
Kivikko est surtout habitée par des familles avec enfants. 
Il y a aussi des appartements d'étudiants dans le quartier. 
Fin 2018, 34,2 % des résidents étaient d'origine étrangère ; le pourcentage est parmi les plus élevés d'Helsinki.
En 2010, elle accueillait 5 075 habitants(1.1.2010).

## Galerie

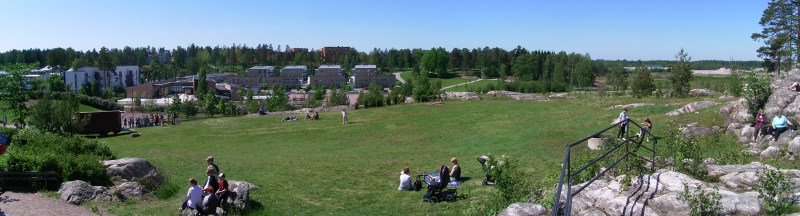
Vue du Parc Kipinäpuisto.